# Гремячий Колодезь (Воронежская область)
Гремячий Колодезь — село в Семилукском районе Воронежской области.
Входит в состав Лосевского сельского поселения.
Население составляет 856 человек.

## География
Село находится в 34 километрах от Семилук и 40 километрах от Воронежа.
Гремячий Колодезь расположен на правом берегу реки Ведуги. Автодорога на Семилуки через Латную и на Нижнюю Ведугу.

## Происхождение названия
Село получило своё название от слов «гремячий» и «колодезь» (колодец). «Гремячий» означает журчание воды ручья, а «колодезь» — ручьи, которые вытекают из родников

## Спорт
В селе находится большое футбольное поле.